# Дзежкувек-Старий
Дзежкувек-Старий (пол. Dzierzkówek Stary) — село в Польщі, у гміні Скаришев Радомського повіту Мазовецького воєводства.
Населення — 239 осіб (2011).
У 1975-1998 роках село належало до Радомського воєводства.

## Демографія
Демографічна структура станом на 31 березня 2011 року:
|          | Загалом | Допрацездатний вік | Працездатний вік | Постпрацездатний вік |
| -------- | ------- | ------------------ | ---------------- | -------------------- |
| Чоловіки | 115     | 35                 | 70               | 10                   |
| Жінки    | 124     | 33                 | 68               | 23                   |
| Разом    | 239     | 68                 | 138              | 33                   |